# سلطان السبهان
سلطان السبهان شاعر وأكاديمي سعودي حاصل على لقب (أمير الشعراء) في الموسم الثامن من برنامج (أمير الشعراء) لعام 2019م، صدر له عدد من الدواوين الشعرية كان أولها ديوان (تفاصيل أخرى للماء)2015م.

## نشأته وتعليمه
ولد السبهان في مدينة الطائف عام 1395هـ - 1975م، ونشأ في محافظة حفر الباطن شمال شرق المملكة العربية السعودية، وحصل على شهادة الدكتوراه من جامعة الإمام محمد بن سعود الإسلامية.

## العمل
يعمل أستاذاً في قسم القانون بجامعة الملك سعود.

## دواوين
1. (تفاصيل أخرى للماء): صدر عام 2015م.[3]
2. (يكاد يضيء): صدر عن دار مدارك عام 2016م.[7]
3. (ما لا يجيء): صدر عن دار تشكيل عام 2018م.[8]
4. (أغنيات الورد) [ديوان صوتي].[9]

## التكريمات والجوائز
استطاع السبهان التألق والحصول على المركز الأول ولقب (أمير الشعراء) بعد منافسة مع ثمانية عشر شاعراً عربياً في التصفيات النهائية للبرنامج الشهير الذي تنظمه لجنة إدارة المهرجانات والبرامج الثقافية والتراثية بأبوظبي كل عامين، وقد سبقه في الحصول على هذا اللقب من المملكة العربية السعودية الشاعران إياد الحكمي في الموسم السابع، وحيدر العبدالله في الموسم السادس من البرنامج.

## نماذج من شعره
إلى سدرةِ الأسرارِ ناداهُ كوكبُ
بُرَاق مَجازيٌّ وحَدس مُجرَّبُ
تَلَألأ في دربيْ وبلّلَ فكرتيْ
وما زال يغويني وما زلتُ أكتبُ
معيْ في انتظار الشعرِ فوضى تَصُبُّ ليْ
نبيذَ استعاراتٍ لها الروحُ تَطرَبُ
وكِسْرةُ مَعنىً مَدّها الصمتُ بعدما
تَثاءبَ فانوسانِ والليلُ يَشربُ
أنا ابنُ الجهاتِ السُّمْرِ أَشرَعْتُ ضحكتي
لِيَأويْ إلى قَلْبيْ غريب ومُتْعَبُ
أفتشُ في الصّلصالِ عن صوتِ آدمٍ
وضحكاتُهِ الأولى على الأرض تُعشِبُ